# Max von Redwitz

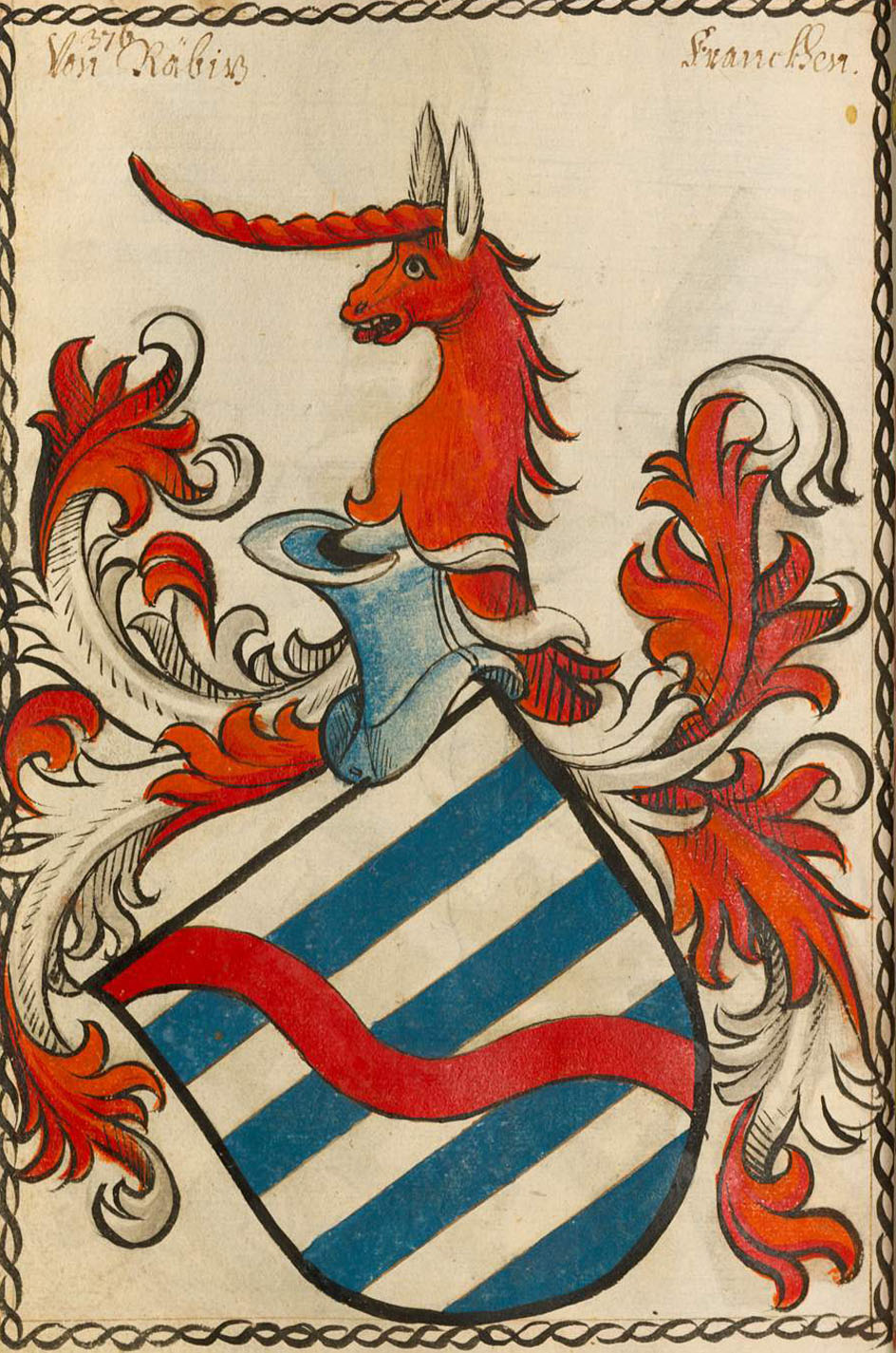
Wappen der Freiherrn von Redwitz

Max von Redwitz, vollständiger Name Maximilian Heinrich Joseph Freiherr von Redwitz auf Schmölz und Theisenort (* 14. August 1858 in München; † 25. März 1920, ebenda) war ein bayerischer Generalmajor und hoher Hofbeamter.

## Herkunft
Max von Redwitz entstammte der reichsunmittelbaren fränkischen Adelsfamilie von Redwitz. Der Großvater Ludwig von Redwitz war als Oberzollinspektor und Zollamtsleiter ebenfalls in Speyer ansässig und liegt dort auf dem alten Friedhof begraben. Er war der Sohn des Dichters Oskar von Redwitz und dessen aus dem pfälzischen Speyer stammenden Ehefrau Mathilde, geborene Hoscher. Sein Bruder Otto (* 1861) wurde bayerischer Major.
Seine Schwester Marie war Hofdame bei Herzogin Amalie in Bayern, der Tochter von Herzog Carl Theodor in Bayern. Nebenbei betätigte sie sich als Schriftstellerin und publizierte u. a. ihre Memoiren mit dem Titel Hofchronik 1888–1921 (München 1924), welche zu den verlässlichen Geschichtsquellen über den Wittelsbacher Familienzweig der Herzöge in Bayern gehören. Darin ist auch ihr Bruder Max erwähnt.
Eine andere Schwester, Anna von Redwitz, hatte den Eisenbahnindustriellen Otto von Kühlmann geheiratet und war die Mutter des Diplomaten Richard von Kühlmann, welcher im Ersten Weltkrieg die Amtsfunktionen des deutschen Außenministers wahrnahm.

## Leben
Redwitz schlug die militärische Laufbahn in der Bayerischen Armee ein und wurde Kavallerieoffizier. Sein Vater war persönlich bekannt mit Herzog Carl Theodor in Bayern. Dessen Bruder Max Emanuel in Bayern übernahm Redwitz 1889 in seine Dienste und er wurde dessen Hofmeister auf Schloss Biederstein. Beide verband auch eine ausgesprochene Passion für Pferde und Reitsport.
Als dessen Bruder Max Emanuel in Bayern und dessen Frau Amalie von Sachsen-Coburg und Gotha 1893 bzw. 1894 verstarben, übernahm Herzog Carl Theodor mit seiner Gemahlin Marie José von Portugal, unter Mithilfe des Hofmeisters Redwitz, die Erziehung der hinterlassenen Kinder.
Der älteste dieser Waisen war Herzog Siegfried in Bayern. Als er 1894 volljährig erklärt wurde, bestellte Herzog Carl Theodor Redwitz zu seinem persönlichen Adjutanten. So hatte es die verstorbene Mutter, Herzogin Amalie von Sachsen-Coburg Gotha noch selbst gewünscht. In diesem Vertrauensverhältnis blieb Redwitz bis Herbst 1903. Er musste die Stellung schließlich aufgeben, da Herzog Siegfried nach einem 1899 erlittenen Reitunfall mehr und mehr in Geisteskrankheit verfiel, in eine Pflegeanstalt kam und entmündigt wurde.
Unter Entbindung von seiner Stellung als persönlicher Adjutant des Herzogs Siegfried von Bayern wurde Redwitz am 30. September 1903 an die Equitationsanstalt kommandiert. Er publizierte auch diverse Schriften über Pferdedressur und Reiterei.
Schließlich wählte ihn Prinz Ludwig Ferdinand von Bayern als seinen Haushofmeister, in welcher Stellung er bis zu seinem Tode blieb. Sein letzter Militärdienstgrad war der eines Generalmajors.
Laut den persönlichen Erinnerungen des Prinzen Adalbert von Bayern starb Redwitz am Abend des 25. März 1920 an einer Lungenentzündung. Der Tod des Hofmeisters seines Vaters sei ihm sehr nahegegangen, da er ihm ein „aufrichtiger älterer Freund“ gewesen sei, der es immer gut mit ihm gemeint habe.

## Familie
Er heiratete am 30. Mai 1882 Rosalie Freiin von Redwitz (* 1864). Das Paar hatte mehrere Kinder:
- Erich (1883–1964), Chirurg und Hochschullehrer
- Wilhelm „Willi“ (1888–1949), Mediziner, Hochschullehrer
- Siegfried (1896–1939), Schauspieler